# Lužní potok (přítok Rokytnice)
Lužní potok je menší tok ve Smrčinách v okrese Cheb v Karlovarském kraji, levostranný přítok Rokytnice. Po celou délku toku protéká potok přírodním parkem Smrčiny.
Délka toku měří 8,5 km. Plocha povodí činí 14,80 km².

## Průběh toku
Potok pramení v nadmořské výšce 665 metrů pod severními svahy Štítarského vrchu (716 m), západně od zaniklé obce Štítary. Severním směrem protéká neobydlenou lesnatou krajinou, přibírá zleva i zprava několik drobných nepojmenovaných potoků. U vesnice Pastviny, místní části města Hranice, přitéká na okraj území stejnojmenné národní přírodní památky. Po dalších asi 650 m doteče k Česko-německé státní hranici. Dále již pokračuje tok po hranici přírodní památky a v délce 5,19 km tvoří státní hranici. Přibližně 1,5 km západně od Trojmezí se vlévá do Rokytnice jako její levostranný přítok.